# مومودو سونکو
مومودو سونکو (انگلیسی: Momodou Sonko؛ زادهٔ تاریخ ورودی نامعتبر است) بازیکن فوتبال اهل سوئد است که در حال حاضر برای باشگاه فوتبال خنت بازی می‌کند. 
وی همچنین در تیم‌های ملی فوتبال زیر ۱۷ سال سوئد، زیر ۱۹ سال سوئد و زیر ۲۱ سال سوئد بازی کرده است.